# Новая Дача (Днепропетровская область)
Но́вая Да́ча (укр. Нова́ Да́ча) — село Новодачинский сельский совет (Павлоградский район, Днепропетровская область, Украина).
Код КОАТУУ — 1223585501. Население по переписи 2001 года составляло 1319 человек.
Является административным центром Новодачинского сельского совета, в который, кроме того, входит село Коховка.

## Географическое положение
Село Новая Дача находится на левом берегу реки Большая Терновка. Выше по течению на расстоянии в 1,5 км расположено село Коховка, ниже по течению на расстоянии в 4 км — село Богдановка. На противоположном берегу — село Зелёная Долина (Терновский городской совет). По селу протекает пересыхающий ручей с запрудой.

## История
- Село Новая Дача возникло в 1920 году. Здесь поселились малоземельные и безземельные крестьяне из села Богдановка. В 1929 году возникло еще одно поселение под названием Кринички, вошедшее в 1968 году в состав села Новая Дача.

## Экономика
- «Суворова», ООО.

## Объекты социальной сферы
- Школа.
- 2 детских сада.
- Дом культуры.
- Амбулатория.

## Достопримечательности
- Братская могила советских воинов.